# Mario Pio Gaspari
Mario Pio Gaspari (ur. 8 kwietnia 1918, zm. 23 czerwca 1983) – włoski duchowny katolicki, dyplomata watykański, arcybiskup tytularny.
Święcenia kapłańskie otrzymał 21 lipca 1940. W czerwcu 1973 został mianowany delegatem apostolskim w Meksyku, z arcybiskupią stolicą tytularną Numida. Sakry biskupiej udzielił mu 29 czerwca 1973 papież Paweł VI z towarzyszeniem arcybiskupów Agostino Casaroli i Barnardina Gantina. W listopadzie 1977 został przeniesiony na stanowisko pronuncjusza apostolskiego w Japonii. W kwietniu 1982 przewodniczył uroczystościom pogrzebowym polskiego misjonarza franciszkańskiego w Japonii, Zenona Żebrowskiego.